# EREM
«EREM» — мини-футбольный клуб из города Ош, Кыргызстан. Чемпион Кыргызстана 2017 года, победитель Клубного чемпионата города Ош 2016 года.

## История
Клуб был основан в феврале 2016 года.
«EREM» сразу же сумел выиграть Лигу города Ош — один из сильнейших чемпионатов Кыргызстана. Заявился для участия в Лиге футзала — главном соревновании по мини-футболу в Кыргызстане. Команда была зарегистрирована как EREM.
На предварительной стадии чемпионата Кыргызстана 2017 года «EREM» занял первое места и стала чемпионом страны. Далее команда стала единственной, которая не проиграла ни одного матча в ходе второго группового турнира, и первенствовала в группе D. В плей-офф «EREM» обыграл сначала две команды из города Нарын — «Востокэлектро» (2:1; 4:4) и четырёхкратного чемпиона страны «Алга» (победа 3:1, поражение 0:3, разница мячей не учитывалась, и в серии пенальти команда из Нарына была точнее 2:0). В финале «Нарын» играла с двукратным чемпионом Кыргызстана Дордой. Команды обменялись победами — 4:2 и 2:5 (вновь соперники «Нарын» забили больше мячей в рамках своей победы, но вновь разница не учитывалась), а в серии пенальти «EREM» опять был лучше — 4:3. Таким образом, команда из Нарын впервые стала чемпионом Кыргызстана.

## Достижения
Чемпионат Кыргызстана по мини-футболу
- Победитель (4): 2017, 2018, 2019, 2020

Кубок Кыргызстана по мини-футболу
- Победитель (1): 2018

Суперкубок Кыргызстана по мини-футболу
- Победитель (1): 2017
- Финалист (1): 2018